# The Rising Tide
The Rising Tide é a primeira novela de uma trilogia de Jeff Shaara baseada em certos teatros da Segunda Guerra Mundial. Foi publicado em 7 de novembro de 2006.
Abrange a campanha norte-africana dos aliados desde a sua posição no final de maio até a derrota de Rommel. Abrange também a Operação Husky na Itália. Os personagens principais são Erwin Rommel, Dwight D. Eisenhower e dois jovens soldados chamados Jack Logan e Sargento Jesse Adams. Jack Logan era um artilheiro de tanque que foi feito prisioneiro de guerra pelo Eixo, mas depois libertado pelas forças aliadas.
O livro tornou-se um Best-seller do New York Times e um Best-seller do Wall Street Journal menos de um mês depois de ser publicado, debutando no número oito em ambos os jornais.

## Ligações Externas
- «Sítio oficial»